# Sevran

Położenie Sevran w ramach aglomeracji paryskiej

Sevran (wymowaⓘ) – miejscowość i gmina we Francji, w regionie Île-de-France, w departamencie Sekwana-Saint-Denis.
Według danych na rok 1990 gminę zamieszkiwało 48 478 osób, a gęstość zaludnienia wynosiła 6659 osób/km² (wśród 1287 gmin regionu Île-de-France Sevran plasuje się na 28. miejscu pod względem liczby ludności, natomiast pod względem powierzchni na miejscu 532.).